# Martin Klement
Martin Klement (* 13. červen 1989, Pardubice) je český hokejový obránce.

## Hráčská kariéra
- 2000–2006 HC Moeller Pardubice
- 2006–2011 HC VCES Hradec Králové
- 2007–2008 TJ SC Kolín
- 2009–2012 HC Trutnov
- 2012–2013 Královští lvi Hradec Králové
- 2012–2013 HC Vlci Jablonec nad Nisou
- 2013–2017 HC Stadion Vrchlabí
- 2017–xxxx HC Chrudim